# Last Song
Last Song – szesnasty singel japońskiego artysty Gackta, wydany 12 listopada 2003 roku. Singel osiągnął 5 pozycję w rankingu Oricon i pozostał na listach przebojów przez 13 tygodni. Sprzedano 91 425 egzemplarzy.

## Lista utworów
Wszystkie utwory zostały napisane i skomponowane przez Gackt C.
| Nr | Tytuł                      | Aranżacja           | Czas |
| -- | -------------------------- | ------------------- | ---- |
| 1. | "Last Song"                | Gackt.C, Chachamaru | 5:26 |
| 2. | "Solitary"                 | Gackt.C, Chachamaru | 3:31 |
| 3. | "Last Song" (instrumental) | Gackt.C, Chachamaru | 5:25 |
| 4. | "Solitary" (instrumental)  | Gackt.C, Chachamaru | 3:21 |